# Église Saint-Aubert de Proville
L'église Saint-Aubert est l'église catholique du village de Proville, dans la banlieue verte de Cambrai (département du Nord, région des Hauts-de-France). Elle dépend du doyenné et de l'archidiocèse de Cambrai. Cette église est dédiée à Saint Aubert, évêque de Cambrai au VIIe siècle.

## Histoire et description
L'ancienne église Saint-Aubert de Proville, de l'époque gothique, est détruite sous le Second Empire car jugée trop petite et sans caractère architectural. Au Moyen Âge, la prébende de l'église de Proville était affectée à l'entretien des clercs de Notre-Dame de Cambrai, propriétaire du village de Proville (Puerorum Villa), propriété confirmée par Innocent III en 1142.
Proville bénéficie donc d'une église terminée en 1869 par l'architecte diocésain Henri de Baralle, au style facilement reconnaissable grâce à son clocher-porche et à l'alliance de briques et de pierre calcaire, typique du Cambrésis comme on peut le remarquer aussi pour les églises Saint-Druon de Cambrai, Saint-Rémy de Neuville-Saint-Rémy ou encore celle d'Estourmel. Cette église néo-romane est détruite pendant la bataille de Cambrai en novembre 1917, comme 90 % du village, dont les habitants avaient été évacués auparavant.
Une nouvelle église de briques à l'identique est construite à partir de 1925 et consacrée le 3 juin 1928. Son clocher-porche coiffé d'une fine flèche d'ardoises, et flanqué de tourelles hexagonales, élève sa silhouette au-dessus du village. Sa longue nef est flanquée de deux bas-côtés sans transept et le chœur se termine par une abside semi-circulaire.
Aujourd'hui, l'église Saint-Aubert est l'une des églises-relais de la paroisse Notre-Dame-de-Grâce de Cambrai qui dépend du doyenné local. Le village de Proville est quant à lui passé de 2 239 habitants en 1975 à 3 419 habitants en 2009.